# لوكا كيربر
لوكا كيربر (بالألمانية: Luca Kerber)‏ هو لاعب كرة قدم ألماني، ولد في 10 مارس 2002 في ديلينغن في ألمانيا.

## وصلات خارجية
- لوكا كيربر على موقع قاعدة بيانات كرة القدم.إي يو (الإنجليزية)
- لوكا كيربر على موقع بيانات كرة القدم. دي إي (الألمانية)
- لوكا كيربر على موقع Soccerway.com (الإنجليزية)
- لوكا كيربر على موقع عالم كرة القدم.نت (الإنجليزية)